# Потєря Ігор
Ігор Потєря (англ. Ihor Potieria, нар. 29 травня 1996, Київ, Україна) — український боєць змішаних єдиноборств, який виступає під егідою UFC у напівважкій ваговій категорії під прізвиськом The Duelist. Майстер спорту міжнародного класу з бойового самбо, панкратіону та хортингу. Чемпіон WWFC у ваговій категорії до 93 кг.

## Біографія
Ігор Потєря народився 29 травня 1996 в місті Київ, Україна.
Почав займатися бойовими мистецтвами у 2012 році, майже одразу поставив собі за мету потрапити в організацію UFC.
Рекорд в аматорських поєдинках 3-0-0, всі перемоги нокаутом в 1 раунді.[джерело?]

### Перехід у професіонали
Дебютував у професіональних поєдинках 31 січня 2015 на турнірі перемогою в 1 раунді технічним нокаутом (в карді брав участь боєць UFC з Молдови Сергій Співак).
За наступні 6 років набив рекорд з 15 перемог та 2 програшів.
14 березня 2021 на номерному турнірі у віці 24 роки завоював титул чемпіона у ваговій категорії до 93 кг, нокаутувавши суперника у 2-му раунді.
Уже через два місяці, 15 травня 2021, провів свій наступний бій на турнірі, щоправда, це був не захист титулу в 93 кг, а вихід на заміну у ваговій категорії до 90 кг. Результат — перемога придушливим прийомом «трикутник» в 1 раунді.

## Виступи в UFC

### Dana White's Contender Series Season 5
У липні 2020 року отримав шанс на підписання контракту з UFC та почав готуватися до поєдинку в США, на відбірковому турнірі Dana White's Contender Series в напівважкій ваговій категорії. Суперник більш ніж серйозний, непереможний польський боєць Лукаш Судольський (8-0-0).
28 вересня 2021 року Ігор Потєря завоював контракт з найбільшим світовим ММА-промоушеном UFC, вигравши відбірковий турнір Dana White's Contender Series Season 5 в Лас-Вегасі (США). Потєря розправився з раніше небитим польським колегою, нокаутувавши його в першому ж раунді.
Ось як прокоментував перемогу нового бійця свого промоушену президент UFC Дейна Вайт: «Хлопцеві 25 років, 93 кг, 190 см (зріст) — хоч коефіцієнти нічого не значать, але він був андердогом 3 до 1 в цьому поєдинку, тобто букмекери думали, що він буде знищений. Але він зробив прямо протилежне, вражаюче прикінчивши опонента. Я обов'язково поставлю цього хлопця в кард одного з найближчих турнірів UFC».
Що каже сам Ігор про свій дебют в організації: «Я йшов до цього вісім років, я знав, що сюди потраплю, багато в чому собі відмовляв. Наступний етап — перегони за пояс. Мені це все під силу. Статус андердога? Правду кажучи, мене це тільки мотивує. Звісно, я знав про ставки букмекерів на поляка. Я люблю робити апсети. Знав, що виграю, та бачив цей підсумок безліч разів у своїй голові». Показавши свої кулаки, боєць сказав: «Це українські катапульти. Сильніше за них просто нема. Скоро ви про мене дізнаєтеся. Дайте мені рік, і ви будете дуже вражені».

### 2022—2023
Після перемоги над Судольським за допомогою потужних панчів у п'ятому сезоні Претендентської серії Дейни Вайта, перший свій бій в UFC Потєря провів 30 липня 2022 року (турнір UFC 277 у Техасі) проти румунського атлета Ніколае Негумереану, який на той момент мав 12 перемог та 1 поразку. Потєря програв технічним нокаутом наприкінці другого раунду.
У 2023 році Потєря провів у UFC три поєдинки. 21 січня (UFC 283) — перемога технічним нокаутом над бразильцем Маурісіу Руа; 13 травня (UFC on ABC) — поразка технічним нокаутом від новозеландця Карлоса Ульберга; 2 грудня (UFC on ESPN 52) — поразка технічним нокаутом від бразильця Родолфо Беллато.

### 2024 рік
2024 рік Потєря в UFC розпочав з поєдинку із польським бійцем Робертом Бричеком, який мав на той момент 17 перемог при 5 поразках (11 перемог нокаутом, 10 — у першому раунді). Бій відбувся 10 лютого в комплексі UFC Apex (Ентерпрайз, США) в рамках UFC Vegas 86 (бій вечора — Джек Германссон проти Джо Пайфера). Потєря й Бричек провели три повних раунди, за результатами яких судді одностайним рішенням віддали перемогу українському бійцю.
Наприкінці березня 2024 року голова UFC Дейна Вайт повідомив, що 22 червня в Саудівській Аравії Потєря (20-5) зустрінеться в поєдинку з росіянином Шарабутдіном Магомедовим (Shara Bullet) (12-0).

## Статистика
| Професійна кар'єра бійця |            |           |
| Боїв 26                  | Перемог 21 | Поразок 5 |
| Нокаут                   | 10         | 4         |
| Здача                    | 6          | 0         |
| Рішення суддів           | 5          | 1         |

| Результат | Рекорд | Суперник                      | Спосіб                               | Турнір                                                                 | Дата            | Раунд | Час  | Місце                          | Примітки                                   |
| --------- | ------ | ----------------------------- | ------------------------------------ | ---------------------------------------------------------------------- | --------------- | ----- | ---- | ------------------------------ | ------------------------------------------ |
| Перемога  | 21-5-0 | Роберт Бричек                 | Одностайне рішення                   | UFC Vegas 86 (UFC Fight Night: Hermansson vs. Pyfer)                   | 10 лютого 2024  | 3     | 5:00 | Ентерпрайз, США                | У приміщенні UFC Apex                      |
| Поразка   | 20-5-0 | Родольфо Беллато              | Технічний нокаут                     | UFC on ESPN 52                                                         | 2 грудня 2023   | 2     | 4:17 | Остін, США                     |                                            |
| Поразка   | 20-4-0 | Карлос Ульберг                | Технічний нокаут                     | UFC on ABC: Rozenstruik vs. Almeida                                    | 13 травня 2023  | 1     | 2:09 | Шарлотт, США                   | Performance of the Night                   |
| Перемога  | 20-3-0 | Маурісіу Руа                  | Технічний нокаут                     | UFC 283                                                                | 21 січня 2023   | 1     | 4:05 | Ріо-де-Жанейро, Бразилія       |                                            |
| Поразка   | 19-3-0 | Ніколае Негумереану           | Технічний нокаут                     | UFC 277                                                                | 30 липня 2022   | 2     | 3:33 | Даллас, США                    |                                            |
| Перемога  | 19-2-0 | Лукаш Судольський             | Технічний нокаут                     | Dana White's Contender Series 5                                        | 28 вересня 2021 | 1     | 3:41 | Лас-Вегас, США                 | Отримав контракт з UFC                     |
| Перемога  | 18-2-0 | Георгій Хубеджашвілі          | Підкорення (Трикутник)               | WWFC 19 — World Warriors Fighting Championship 19                      | 15 травня 2021  | 1     | 3:12 | Київ, Україна                  |                                            |
| Перемога  | 17-2-0 | Георгій Лобджанідзе           | Технічний нокаут                     | WWFC 18 — World Warriors Fighting Championship 18                      | 14 березня 2021 | 2     | 4:15 | Київ, Україна                  | Завоював титул чемпіона в напівважкій вазі |
| Перемога  | 16-2-0 | Ніколай Гарбуз                | Рішення                              | GCFC MMA 8 — Golden Coat Fighting Championship                         | 17 серпня 2019  | 3     | 5:00 | Київ, Україна                  |                                            |
| Перемога  | 15-2-0 | Віталій Подтолок              | Підкорення (ззаду)                   | RFP 70 — Step to Top 8: Battle on Horyn 2                              | 7 липня 2019    | 1     | 1:24 | Гоща, Україна                  |                                            |
| Перемога  | 14-2-0 | Феліпе Сальвадор Нсуе Аіугоно | Рішення (Роздільне)                  | WWFC 13 — World Warriors Fighting Championship 13                      | 15 грудня 2018  | 3     | 5:00 | Київ, Україна                  |                                            |
| Перемога  | 13-2-0 | Іван Ребер                    | Підкорення (кімура)                  | Maximus Fight Club — Maximus Fighting Championship Pro 3               | 19 серпня 2018  | 1     | 0:40 | Скадовськ, Херсон, Україна     |                                            |
| Перемога  | 12-2-0 | Алімбек Теміров               | Рішення                              | GCFC MMA 2018 — Golden Coat Fighting Championship                      | 17 серпня 2018  | 3     | 5:00 | Київ, Україна                  |                                            |
| Перемога  | 11-2-0 | Володимир Непочатов           | Технічний нокаут                     | MMA Pro Ukraine 18 — The Way of the Unconquered 4                      | 4 серпня 2018   | 1     | 1:11 | Миколаїв, Україна              |                                            |
| Перемога  | 10-2-0 | Максим Мігловець              | Технічний нокаут                     | CSFU / ProFC Ukraine — SPS 5 Combat Sambo Federation of Ukraine        | 27 липня 2018   | 1     | 4:40 | Київ, Україна                  |                                            |
| Перемога  | 9-2-0  | Артур Кононенко               | Підкорення (больовий прийом на ногу) | PPC 7 BATTLE OF UNIVA 2 Professional Pankration Championship           | 30 червня 2018  | 1     | 0:38 | Фастів, Київ, Україна          |                                            |
| Перемога  | 8-2-0  | Микита Булига                 | Рішення                              | WWFC 11 — World Warriors Fighting Championship 11                      | 16 червня 2018  | 3     | 5:00 | Київ, Україна                  |                                            |
| Перемога  | 7-2-0  | Денис Тукмачов                | Технічний нокаут                     | PPC 6 — Kratos Cup 6: Young Stars Professional Pankration Championship | 6 травня 2018   | 1     | 3:57 | Київ, Україна                  |                                            |
| Перемога  | 6-2-0  | Володимир Романюк             | Підкорення (ззаду)                   | RFP — Step to Top 5                                                    | 2 грудня 2017   | 1     | 0:28 | Тячів, Україна                 |                                            |
| Перемога  | 5-2-0  | Юрій Логвинчук                | Підкорення (ззаду)                   | RFP / MMA Bushido — West Fight 25                                      | 8 жовтня 2017   | 1     | 2:10 | Львів, Україна                 |                                            |
| Поразка   | 4-2-0  | Вадим Шабадаш                 | Рішення                              | MMAPU — MMA Pro Ukraine 11                                             | 23 липня 2017   | 3     | 5:00 | Чернівці, Україна              |                                            |
| Перемога  | 4-1-0  | Олександр Бойко               | Технічний нокаут                     | MMA Pro Ukraine 10 — Battle in the Fortress 2                          | 27 травня 2017  | 1     | 3:18 | Кам'янець-Подільський, Україна |                                            |
| Перемога  | 3-1-0  | Олександр Пушкар              | Нокаут                               | UPLH — Fighting Together 2                                             | 1 квітня 2017   | 1     | 1:17 | Костянтинівка, Україна         |                                            |
| Поразка   | 2-1-0  | Євген Вятоха                  | Технічний нокаут                     | WWFC — Ukraine Selection 5                                             | 28 лютого 2015  | 1     | 2:30 | Київ, Україна                  |                                            |
| Перемога  | 2-0-0  | Георгій Костоправов           | Технічний нокаут                     | Zeus Fighting Championship — World Cossack Cup                         | 22 лютого 2015  | 1     | 2:50 | Харків, Україна                |                                            |
| Перемога  | 1-0-0  | Володимир Сметаник            | Технічний нокаут                     | WWFC — Ukraine Selection 4                                             | 31 січня 2015   | 1     | 1:50 | Київ, Україна                  |                                            |